# Markus Pajur
Markus Pajur, nascido em 23 de setembro de 2000 em Kiili, é um ciclista estónio, membro da equipa Tartu 2024-balticchaincycling.com.

## Biografia
No mês de setembro 2020, assina um contrato de dois anos com a formação francesa Arkéa Samsic para 2021 e 2022.

## Palmarés em estrada

### Por ano
- 2016
  -  Campeão da Estónia do contrarreloj cadetes
- 2018
  - 3.º do Campeonato da Estónia em estrada juniores
- 2019
  - 3.º do Campeonato da Estónia em estrada esperanças
- 2020
  - 2.º do Puchar Ministra Obrony Narodowej
  - 3.º do campeonato da Estónia do contrarrelógioj
  - 4.º do Campeonato Europeu em estrada esperanças

### Classificações mundiais
| Ano             | 2019   |
| UCI Europe Tour | 1 218. |

## Palmarés em ciclocross
- 2015-2016
  -  Campeonato de Estónia de ciclocross Campeão de Estónia de ciclocross cadetes
- 2016-2017
  -  Campeão da Estónia de ciclocross cadetes
- 2017-2018
  -  Campeão da Estónia de ciclocross juniores
- 2018-2019
  -  Campeão da Estónia de ciclocross juniores
- 2019-2020
  -  Campeonato da Estónia de Ciclocross Campeão da Estónia de ciclocross esperanças

## Palmarés em BTT

### Campeonato da Estônia
- 2017
  -  Campeão da Estónia de cross-country juniores
- 2018
  -  Campeão da Estónia de cross-country juniores